# گروسپورشوتس
گروسپورشوتس (به آلمانی: Großpürschütz) یک شهر در آلمان است که در زاله‌هلتسلاند واقع شده‌است. گروسپورشوتس ۴۰۰ نفر جمعیت دارد.